# Клей (округ, Индиана)
Клей (англ. Clay County) — округ в США, штате Индиана. Официально образован в 1825 году. По состоянию на 2010 год, численность населения составляла 26 890 человек. Получил своё наименование в честь американского политического и военного деятеля Генри Клея.

## География
Согласно данным Бюро переписи населения США, общая площадь округа равняется 933,2 км², из которых 926,0 км² суша и 7,2 км² или 0,77 % это водоёмы.

## Население
По данным переписи населения 2000 года в округе проживает 26 556 жителей в составе 10 216 домашних хозяйств и 7 437 семей. Плотность населения составляет 29,00 человек на км2. На территории округа насчитывается 11 097 жилых строений, при плотности застройки около 12,00-ти строений на км2. Расовый состав населения: белые — 98,38 %, афроамериканцы — 0,33 %, коренные американцы (индейцы) — 0,24 %, азиаты — 0,11 %, гавайцы — 0,02 %, представители других рас — 0,23 %, представители двух или более рас — 0,68 %. Испаноязычные составляли 0,58 % населения независимо от расы.
В составе 33,60 % из общего числа домашних хозяйств проживают дети в возрасте до 18 лет, 59,70 % домашних хозяйств представляют собой супружеские пары проживающие вместе, 9,40 % домашних хозяйств представляют собой одиноких женщин без супруга, 27,20 % домашних хозяйств не имеют отношения к семьям, 23,80 % домашних хозяйств состоят из одного человека, 12,30 % домашних хозяйств состоят из престарелых (65 лет и старше), проживающих в одиночестве. Средний размер домашнего хозяйства составляет 2,57 человека, и средний размер семьи 3,03 человека.
Возрастной состав округа: 26,10 % моложе 18 лет, 8,60 % от 18 до 24, 27,80 % от 25 до 44, 22,50 % от 45 до 64 и 22,50 % от 65 и старше. Средний возраст жителя округа 37 лет. На каждые 100 женщин приходится 94,30 мужчин. На каждые 100 женщин старше 18 лет приходится 92,10 мужчин.
Средний доход на домохозяйство в округе составлял 36 865 USD, на семью — 41 863 USD. Среднестатистический заработок мужчины был 31 611 USD против 21 593 USD для женщины. Доход на душу населения составлял 16 364 USD. Около 6,40 % семей и 8,70 % общего населения находились ниже черты бедности, в том числе — 11,30 % молодежи (тех, кому ещё не исполнилось 18 лет) и 9,80 % тех, кому было уже больше 65 лет.